# Donna Woolfolk Cross

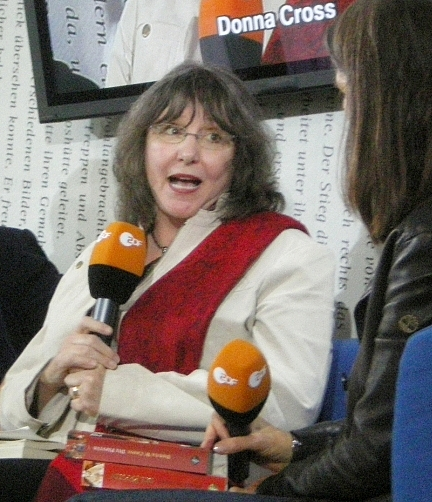
Donna Woolfolk Cross,
Frankfurter Buchmesse 2009

Donna Woolfolk Cross (* 1947 in New York City) ist eine US-amerikanische Schriftstellerin.

## Leben und Wirken
Cross wuchs in New York City auf. Nach ihrem Studium der englischen Literatur arbeitete sie unter anderem in der Verlagsbranche. Heute lebt sie einige Autostunden nördlich der Großstadt im Bundesstaat New York und lehrt Kreatives Schreiben am Onondaga College. Das 1996 erschienene Werk Die Päpstin ist der erste Roman der Autorin, dessen Rechte sie in der Folgezeit für die Produktion eines Kino- und TV-Films (2009) und eines Musicals (2011) vergab. Ihre vorausgegangenen Publikationen waren Sachbücher und Ratgeber, die sich mit den Themen Gesprächstraining und Kommunikation befassten.

## Werke
Sachbücher
- Word Abuse. How the Words We Use Use Us, 1979 (ISBN 978-0-698-10906-3)
- Mit William Woolfolk: Daddy's Little Girl. The Unspoken Bargain Between Fathers and Their Daughters, 1983 (ISBN 978-0-13-196279-8)
- Mediaspeak. How Television Makes Up Your Mind, 1984 (ISBN 978-0-451-62802-2)
- Mit James MacKillop: Speaking of Words. A Language Reader, 1986 (ISBN 978-0-03-003953-9)

Romane
- Pope Joan, 1996 (ISBN 978-0-345-41626-1)
  - Die Päpstin, dt. von Wolfgang Neuhaus; Rütten und Loening, Berlin 1996, ISBN 3-352-00527-3.

## Hörbücher
- Die Päpstin. Gelesen von Barbara Rudnik, Der Audio Verlag (DAV), Berlin, 2004, ISBN 978-3-89813-299-2, (Lesung, gekürzt, 4 CDs, 308 Min.)
- Die Päpstin. Gesprochen von Angelica Domröse und Hilmar Thate, Der Audio Verlag (DAV), Berlin, 2000, ISBN 978-3-89813-069-1, (Hörspiel 2 CDs, 150 Min.)